# Ventillas (Fuencaliente)
Ventillas es una localidad española, pedanía del municipio de Fuencaliente, perteneciente a la provincia de Ciudad Real, en la comunidad autónoma de Castilla-La Mancha.

## Geografía
Ventillas solo tiene tres calles, una de ellas llamada Calle Almirez por ser el camino en donde está la Fuente del Almirez. Desde hace unos años, Ventillas tiene números en las casas. De Fuencaliente a Ventillas hay 9,1 km.
Por el pueblo pasan el arroyo Aliseda y el río Montoro. Hay una ermita, llamada ermita de San Marcos, a la que sólo se puede acceder a pie.

## Historia
Hacia mediados del siglo XIX, el lugar era mencionado como una aldea de la provincia de Ciudad Real. Aparece descrito en el decimoquinto volumen del Diccionario geográfico-estadístico-histórico de España y sus posesiones de Ultramar de Pascual Madoz de la siguiente manera:

VENTILLAS: ald. en la prov. de Ciudad-Real (11 leg.), part. jud. y térm. de Almodóvar del Campo (5). sit. en un valle, en el camino de herradura desde Almodóvar á Fuencaliente. Tiene pocas casas, que van reduciéndose cada vez mas, y una igl. (San Márcos) filial de la última villa (2 leg.), y servida por un teniente. El terreno es áspero: le cruza el puerto que hemos indicado, que se dirige á la prov. de Córdoba, y el riachuelo del mismo nombre (V. Almodóvar).
(Madoz, 1849, p. 664)

En 2022, tenía empadronado 1 habitante.